# خط طول 96° غرب
خط طول 96° غرب هو أحد خطوط الطول الجغرافية، والتي تمتد من القطب الشمالي الجغرافي إلى القطب الجنوبي الجغرافي، وحسب التحويل الزمني يتأخر خط طول 96° غرب عن خط غرينتش بـ6 ساعة و24 دقيقة.

## من القطب إلى القطب
ينطلق خط طول 96° غرب من القطب الشمالي نحو القطب الجنوبي مرورا بالمناطق التي ترد في الجدول التالي:
| الإحداثيات                         | البلد أو الإقليم أو البحر | ملاحظات |
| ---------------------------------- | ------------------------- | --- |
| 90°0′N 96°0′W / 90.000°N 96.000°W  | المحيط المتجمد الشمالي    | |
| 80°41′N 96°0′W / 80.683°N 96.000°W | كندا                      | نونافوت — جزيرة أكسل هايبرغ |
| 79°41′N 96°0′W / 79.683°N 96.000°W | Massey Sound              | |
| 78°28′N 96°0′W / 78.467°N 96.000°W | كندا                      | نونافوت — Bjarnason Island و جزيرة آمون ريجنس [لغات أخرى]‏ |
| 77°53′N 96°0′W / 77.883°N 96.000°W | Hendriksen Strait         | |
| 77°44′N 96°0′W / 77.733°N 96.000°W | كندا                      | نونافوت — Cornwall Island |
| 77°29′N 96°0′W / 77.483°N 96.000°W | Belcher Channel           | |
| 77°3′N 96°0′W / 77.050°N 96.000°W  | كندا                      | نونافوت — جزيرة ديفون |
| 76°26′N 96°0′W / 76.433°N 96.000°W | Queens Channel            | |
| 75°36′N 96°0′W / 75.600°N 96.000°W | كندا                      | نونافوت — جزيرة كورنواليس الصغيرة [لغات أخرى]‏ و جزيرة كورنواليس [لغات أخرى]‏ |
| 74°53′N 96°0′W / 74.883°N 96.000°W | Parry Channel             | |
| 73°55′N 96°0′W / 73.917°N 96.000°W | Peel Sound                | مرورا بغرب Somerset Island, نونافوت, كندا (في 73°41′N 95°41′W / 73.683°N 95.683°W) · مرورا بشرق جزيرة أمير ويلز (نونافوت), نونافوت, كندا (في 72°25′N 96°16′W / 72.417°N 96.267°W) |
| 71°26′N 96°0′W / 71.433°N 96.000°W | كندا                      | نونافوت — شبه جزيرة بوتيا (mainland) |
| 69°49′N 96°0′W / 69.817°N 96.000°W | James Ross Strait         | |
| 69°35′N 96°0′W / 69.583°N 96.000°W | Wellington Strait         | مرورا بغرب Matty Island, نونافوت, كندا (في 69°30′N 95°58′W / 69.500°N 95.967°W) · مرورا بشرق the Tennent Islands, نونافوت, كندا (في 69°28′N 96°3′W / 69.467°N 96.050°W) |
| 69°21′N 96°0′W / 69.350°N 96.000°W | Rae Strait                | |
| 69°14′N 96°0′W / 69.233°N 96.000°W | كندا                      | نونافوت — جزيرة الملك وليام |
| 68°36′N 96°0′W / 68.600°N 96.000°W | Simpson Strait            | |
| 68°15′N 96°0′W / 68.250°N 96.000°W | كندا                      | نونافوت — McCrary Isthmus (mainland) |
| 68°12′N 96°0′W / 68.200°N 96.000°W | Chantrey Inlet            | |
| 67°50′N 96°0′W / 67.833°N 96.000°W | كندا                      | نونافوت — Montreal Island |
| 67°49′N 96°0′W / 67.817°N 96.000°W | Chantrey Inlet            | |
| 67°15′N 96°0′W / 67.250°N 96.000°W | كندا                      | نونافوت — mainland مانيتوبا — من 60°0′N 96°0′W / 60.000°N 96.000°W |
| 49°0′N 96°0′W / 49.000°N 96.000°W  | الولايات المتحدة          | مينيسوتا آيوا — من 43°30′N 97°0′W / 43.500°N 97.000°W نبراسكا — من 41°32′N 97°0′W / 41.533°N 97.000°W, لحوالي 4 km Iowa — من 41°31′N 97°0′W / 41.517°N 97.000°W, لحوالي 4 km Nebraska — من 41°29′N 97°0′W / 41.483°N 97.000°W, مرورا عبر أوماها (نبراسكا) (في 41°15′N 96°0′W / 41.250°N 96.000°W) كانساس — من 40°0′N 97°0′W / 40.000°N 97.000°W أوكلاهوما — من 37°0′N 97°0′W / 37.000°N 97.000°W, مرورا عبر تلسا (في 36°9′N 96°0′W / 36.150°N 96.000°W) تكساس — من 33°51′N 97°0′W / 33.850°N 97.000°W |
| 28°35′N 96°0′W / 28.583°N 96.000°W | خليج المكسيك              | |
| 19°2′N 96°0′W / 19.033°N 96.000°W  | المكسيك                   | ولاية فيراكروز ولاية واهاكا — من 18°9′N 97°0′W / 18.150°N 97.000°W |
| 15°47′N 96°0′W / 15.783°N 96.000°W | المحيط الهادئ             | |
| 60°0′S 96°0′W / 60.000°S 96.000°W  | المحيط الجنوبي            | |
| 71°56′S 96°0′W / 71.933°S 96.000°W | القارة القطبية الجنوبية   | المطالب الإقليمية بالقارة القطبية الجنوبية |